# Panade (soupe)
Pour les articles homonymes, voir Panade et Panada.
La panade (de l'occitan panada selon la norme classique, ou panado selon la norme mistralienne, indifféremment prononcé [paˈna.dɔ]) est une sorte de potage au pain, composé de pain bouilli dans l'eau ou d'autres liquides.
Dans la cuisine britannique, elle peut être enrichie avec du sucre, des raisins de Corinthe, de la noix de muscade, etc. Une variante de la panade était un des plats préférés de l'écrivaine végétarienne Mary Shelley.
Dans la cuisine française, elle est souvent complétée avec du beurre, du lait, de la crème, ou du jaune d'œuf.
En Italie du Nord-Est, on sert ce repas peu coûteux dans les zones pauvres de la campagne, éventuellement amélioré avec des œufs, du bouillon de bœuf, du fromage râpé. Il a été fréquemment préparé comme repas pour des mourants ou des malades.
En Espagne, il est fait en faisant bouillir le pain dans de l'eau, ou du lait, et en ajoutant les autres ingrédients.
En Sardaigne, une panada est une tarte d'agneau, de pommes de terre, de tomates séchées au soleil, d'oignons, d'ail, de safran, etc.